# Ingobernable
Ingobernable (littéralement : Ingouvernable) est une série télévisée mexicaine.
Le tournage de la deuxième saison a commencé en janvier 2018,.

## Synopsis
Le Président Diego Nava est assassiné. Très vite, les soupçons se portent sur son épouse, Emilia Urquiza, avec qui le défunt chef d’État mexicain entretenait une relation tumultueuse, marquée par une tentative de divorce de cette dernière.
Mais l’ex-Première Dame est victime d’un complot et se retrouve obligée de fuir pour protéger sa famille et se mettre à la recherche de la vérité sur l’identité de l’assassin de son époux.
L’action se déroule à l’époque contemporaine au Mexique.

## Distribution
- Kate del Castillo : Emilia Urquiza García, la Première dame du Mexique
- Eréndira Ibarra : Ana Vargas-West
- Alberto Guerra : Canek Lagos Ruíz
- Luis Roberto Guzmán : Pete Vázquez
- Álvaro Guerrero : José "Pepe" Barquet
- Erik Hayser : Diego Nava Martínez, le président du Mexique
- Fernando Luján : Tomás Urquiza
- Aida López : Chela Lagos
- Alicia Jaziz : María Nava Urquiza
- Alessio Valentini Padilla : Emiliano Nava Urquiza
- Marco Treviño : Agustín Aguirre
- María del Carmen Farías : Dolors Lagos
- Tamara Mazarrasa : Zyan Torres
- Maxi Iglesias : Ovni
- Marina de Tavira : Patricia Lieberman
- Harold Torres : Christopher "Chris" López
- Marianna Burelli : Daniela Hurtado
- Hernán Del Riego : Bruno Almada
- Diego Cadavid : Jaime Bray González
- Mitzi Mabel Cadena : Citlalli López "La Mosca"
- Jeimy Osorio (en) : Amanda
- Juan José Pucheta : Benítez
- Pablo Aztiazarán : Juan Cabo
- Lourdes Reyes (en) : Sofía
- Lourdes Ruiz : Meche
- Jimena Luna : Emilia Urquiza García
- Ángel Cerlo : général Valdés

## Épisodes

### Première saison (2017)
1. Le moment décisif (Momento de decisión)
2. La fuite (La huida)
3. Les dettes se paient (Las deudas se pagan)
4. Le pacte (El pacto)
5. Serrurier (La otra verdad)
6. Cause du décès (Causa de muerte)
7. Baptême du feu (Bautismo de fuego)
8. Descente aux enfers (Descenso al infierno)
9. Le serment (El juramento)
10. Mémoire vivante (Memoria viva)
11. L'indépendance (El grito)
12. Les règles du jeu (Las reglas del juego)
13. Le visage du meurtrier (El rostro del asesino)
14. La mort demande la permission (La muerte pide permiso)
15. Dans l'intérêt de la justice (El interés de la justicia)

### Deuxième saison (2018)
1. La justice est un spectacle (La justicia como espectaculo)
2. Rompre les chaines (Romper cadenas)
3. Le poids de la couronne (El peso de la herencia)
4. Comme le phénix (Desde las cenizas)
5. La lumière du passé (Encuentro con el pasado)
6. Combats (Guerreras)
7. Après  la bataille (Paisaje despues de la batalla)
8. Entre deux mondes (Entre dos mundos)
9. Décisions (Decisiones)
10. Résistance (Resistencia)
11. Métamorphose (Metamorfosis)
12. Espoir (Toma de Posesión)